# Flaggfrågan

Norges handelsflagga 1844-1899

Flaggfrågan var en politisk strid mellan Sverige och Norge under unionstiden. Striden handlade om Norges rätt att till sjöss föra en egen handelsflagga utan unionstecknet (norska: unionsmærket), ”det rene flagg”. Kravet och konflikten blev en symbol för de norska självständighetssträvandena och mot Oscar II:s veto fattade Stortinget 1893, 1896 och 1898 beslut om unionsmärkets borttagande. 1899 gav kungen upp och stadfäste lagen vilket ledde till skarpa protester från konservativt håll i Sverige.